# 近鐵8A系電聯車
近鐵8A系電聯車（日语：／ Kintetsu 8A-kei densha）是近畿日本鐵道使用的一般型車輛，也是該公司時隔24年再度引入的新型電車。

## 概要
截至2022年4月，近鐵所擁有的一般型車輛中仍有459輛是1965年至1974年製造的老舊車輛。因此該公司規劃以車齡高達55年以上的車輛為對象，進行分階段的汰換作業。
2022年5月17日，近鐵宣布計畫在2年後的秋季引進新型的8A系一般型車輛；而本型車也是名古屋線時隔28年再度引入的新型一般型車輛。2024年5月10日，近鐵宣布於同年10月將本型車投入至奈良線、京都線、橿原線及天理線上使用；而大阪線、名古屋線和南大阪線則預計在2025年陸續引入使用。10月7日，首列8A系列車在近鐵奈良站舉行發車典禮。

## 規格與構造
本型車的車廂與轉向架均由近畿車輛負責設計，車體造型由近畿車輛設計室負責，其塗裝與車廂內裝則分別由GK設計集團和建築師川西康之進行設計。本型車的外觀採用八角形作為其造型，並使用栗色與絲白色作為塗裝。本型車的車廂屬於L/C Car，其座椅可在尖峰與離峰時段切換成與車窗平行的長條座椅，或是旋轉式的對向座椅。而8A系因使用LED照明燈等新型設備，因此與其他近鐵車輛相比能減少45%的能源消耗。